# Thyenula ammonis
Thyenula ammonis es una especie de araña saltarina del género Thyenula, familia Salticidae. Fue descrita científicamente por Denis en 1947.
Habita en Egipto.